# Keysi
Keysi (Keysi Fighting Method) es un método de defensa personal basado en el estudio y cultivo de los instintos naturales, combinado con los principios básicos de combate: fue creado por el español Justo Diéguez Serrano.
El arte marcial español keysi se hizo famoso tras su uso en las coreografías de las batallas de las películas Batman Begins y sus secuelas y en Misión imposible 3. Hay, más o menos, 98 academias de KFM en el mundo.
KFM usa múltiples tipos de ataques, con sus propias armas. El KFM está formado por el defensor (pensador) y el atacante (pensataq). Se utiliza una defensa que protege la parte más importante del cuerpo, la cabeza, y rompe la defensa del oponente, abriendo su cuerpo a todo tipo de ataques: puños, patadas, cabezazos, codazos...
El pensador coloca ambas manos en la cabeza, defendiéndola, utilizando los codos para atacar, siendo movimientos rápidos pero fuertes. La defensa del pensador tiene una variedad de golpes para contrarrestar los golpes del atacante, haciendo que éste destape sus puntos vitales (bíceps, riñones...).
Otro aspecto del KFM es su giro en 360°, redefiniendo la filosofía depredador y presa, convirtiéndose la presa (el atacado) en depredador (atacante) durante una pelea.
El KFM se originó en España, así, la mayoría de las 98 escuelas de aprendizaje del KFM (Keisy Fighting Method) están localizadas en Europa. En 2004 llegó a Estados Unidos, instalando escuelas de aprendizaje en Nueva York, Los Ángeles, Texas, Georgia, Maryland, Delaware, Arizona y Florida. Continúa expandiéndose en USA.
En 2017 inició su expansión en México y en Latinoamérica en países como Chile y Costa Rica. Son cada vez más los practicantes de este método ya que no solo busca el entrenamiento físico de los estudiantes sino que a través de sus ejercicios se inicia un camino de autodescubrimiento, con valores filosóficos como el honor, los ideales, la fraternidad que no se aprenden sino buscándolas en el interior de sí mismos.
Keysi es un método que ha nacido este milenio para un mundo donde se requiere de practicidad y sobre todo de herramientas que ayuden en el camino con la misma velocidad con que la sociedad y la tecnología se mueven.
"NUNCA TE RINDAS" es la frase que condensa lo que el Keysi enseña a cada estudiante.